# Prințul întunericului (film)
Prințul întunericului (în engleză Prince of Darkness) este un film american de groază supranatural din 1987 regizat de John Carpenter. Rolurile principale au fost interpretate de actorii Donald Pleasence, Victor Wong, Jameson Parker și Lisa Blount. Filmul urmărește un grup de studenți la fizica cuantică, din Los Angeles, cărora li se cere să asiste un preot catolic în cercetarea unui cilindru vechi de lichid descoperit într-o mănăstire, despre care ajung să descopere că este o întruchipare lichidă și simțitoare a lui Satan.

## Prezentare
Un preot catolic îl invită pe profesorul de fizică cuantică Howard Birack și pe studenții săi să i se alăture în subsolul unei mănăstiri din Los Angeles aparținând Frăției Somnului, un vechi ordin care comunică prin vise. Preotul are nevoie de ajutorul lor pentru a investiga un cilindru misterios care conține un lichid verde învolburat. Printre cei treisprezece academicieni prezenți se numără Walter, Kelly, Susan și iubiții Brian și Catherine.
Ei descifrează textul găsit lângă cilindru care afirmă că lichidul este întruchiparea corporală a Satanei. Echipa află, de asemenea, că Iisus Hristos a fost de fapt un călător în spațiu care a fost executat pentru erezie după ce a încercat să avertizeze oamenii de pe Pământ cu privire la vasul în care a fost prins Satana. Apoi se descoperă că lichidul este simțitor. Academicienii folosesc un computer pentru a analiza cărțile care îl înconjoară și constată că acestea conțin și ecuații diferențiale. Pe o perioadă de două zile, mici jeturi de lichid scapă din cilindru. Membrii grupului expuși la lichid devin posedați de entitate și îi atacă pe ceilalți. Prima victimă este studenta la radiologie Susan, care începe să-i omoare pe ceilalți, unul câte unul, după care și aceștia ajung să fie posedați. Oricine încearcă să fugă din mânăstire este ucis de masa tot mai mare de oameni fără adăpost schizofrenici vrăjiți care au înconjurat clădirea.
Profesorul Birack și preotul teoretizează că Satana este de fapt urmașul lui „Anti-Dumnezeu”, o forță și mai puternică a răului legată de tărâmul antimateriei. Supraviețuitorii se trezesc că au același vis recurent (o transmisie tahionică trimisă ca avertisment din viitorul an „unu-nouă-nouă-nouă”, 1999) care arată o figură întunecată care iese din biserică. Transmiterea neclară se schimbă ușor cu fiecare apariție a visului, dezvăluind progresiv mai multe detalii. De fiecare dată, transmisia îi spune celui care visează că este martorul unei transmisii reale din viitor și că trebuie să prevină acest posibil rezultat.
Walter, prins într-un dulap, vede cum posedații aduc cilindrul la Kelly care este adormită. Acesta se deschide singur și lichidul rămas intră în corpul lui Kelly, transformând-o în vasul fizic al Satanei: o ființă îngrozitor de desfigurată, cu puteri de telechinezie și de regenerare. Kelly încearcă să-l invoce pe Anti-Dumnezeu printr-un portal dimensional folosind o oglindă de machiaj, dar oglinda este prea mică și eșuează.
În timp ce restul echipei este ocupat să lupte cu posedații, Kelly găsește o oglindă de perete mai mare și trage mâna lui Anti-Dumnezeu prin ea. Catherine, singura liberă să acționeze, o împinge pe Kelly, ceea ce face ca amândouă să cadă prin portal. Preotul sparge apoi oglinda cu un topor, iar Kelly, Anti-Dumnezeu și Catherine rămân blocați în celălalt tărâm. Catherine este văzută pentru scurt timp de cealaltă parte a oglinzii întinzându-se spre portal înainte ca acesta să se închidă. Imediat, posedații mor, oamenii străzii se îndepărtează, iar supraviețuitorii (Brian, Walter, profesorul Birack și preotul) sunt salvați.
Brian are din nou visul recurent, cu excepția faptului că acum Catherine (aparent posedată) este persoana care iese din biserică. Brian se trezește și o vede  pe Catherine desfigurată, aparent vasul lui Satan, întinsă în pat lângă el. Acest lucru se dovedește a fi un alt vis și el se trezește țipând. Ridicându-se, se apropie de oglinda din dormitor, cu mâna întinsă, scena finală devenind neagră chiar înainte să atingă oglinda, lăsând sub semnul întrebării ce urmează...

## Distribuție
- Donald Pleasence - Preot

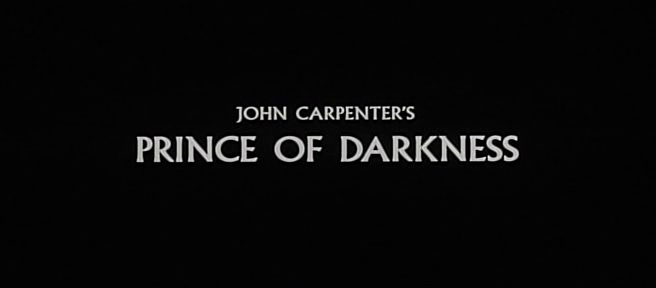

- Victor Wong - Profesor Howard Birack
- Jameson Parker - Brian Marsh
- Lisa Blount - Catherine Danforth
- Dennis Dun - Walter
- Susan Blanchard - Kelly
- Anne Howard - Susan Cabot
- Ann Yen - Lisa
- Ken Wright - Lomax
- Dirk Blocker - Mullins
- Jessie Lawrence Ferguson - Calder
- Peter Jason - Dr. Leahy
- Robert Grasmere - Frank Wyndham
- Thom Bray - Etchinson
- Alice Cooper - Street Schizo